# Course de lévriers

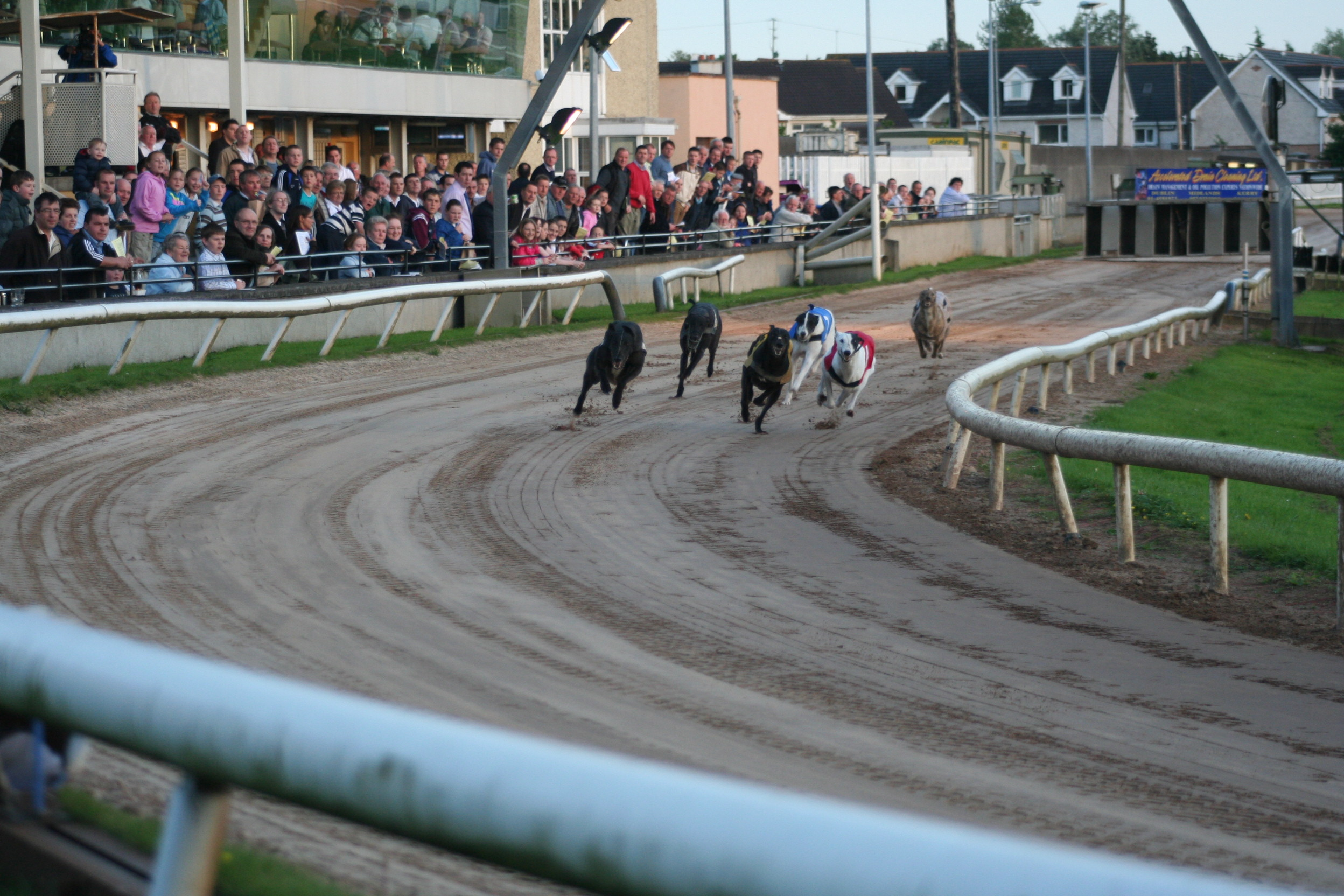
Course de lévriers à Mullingar (Irlande).

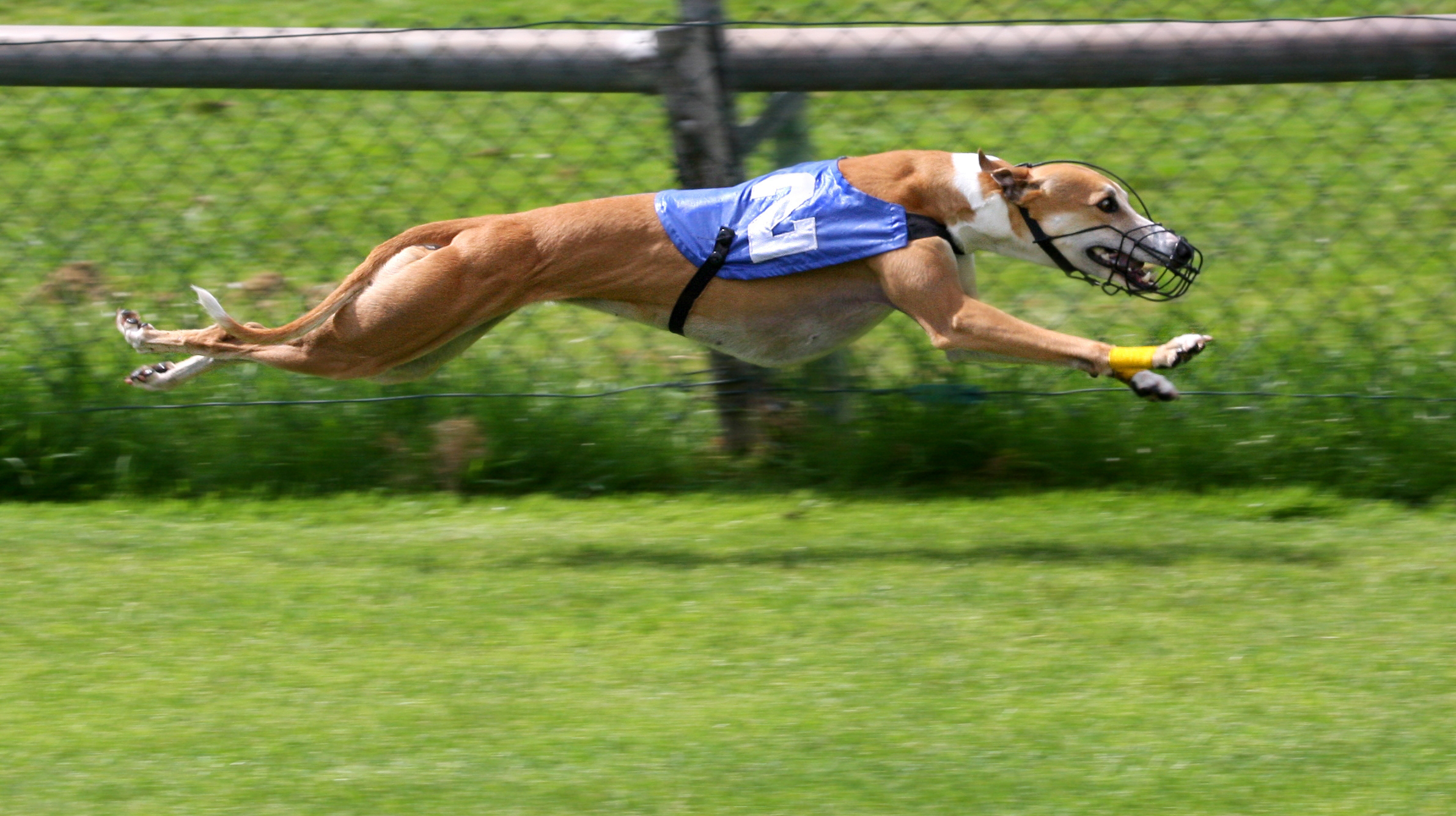
Lévrier en pleine course.

Une course de lévriers a pour objectif de faire courir des chiens du 10e groupe canin appelés lévriers. Ces chiens poursuivent un lièvre ou un lapin artificiel sur un circuit.
Il existe deux types de courses de lévriers :
- la première, appelée course sur cynodrome ou racing, est une course de vitesse où le premier lévrier franchissant la ligne d'arrivée est déclaré gagnant ;
- la deuxième, appelée poursuite à vue sur leurre (PVL) ou coursing, est une simulation de chasse au lièvre.

Dans beaucoup de pays, la course de lévriers est amateure et est faite pour la distraction du public. Dans d’autres pays (en particulier aux États-Unis, en Irlande et en Australie), elle est une forme de pari mutuel, similaire aux paris de course de chevaux.
Il existe aussi un championnat du monde de course de lévriers.

## Histoire

### En France
En France la première course est organisée par Eugène Chapus à Bagatelle le 28 novembre 1879. Le premier coursing club fut fondé en 1890 à Boulogne-Billancourt. 
Historique de l’autorisation de courses de lévriers avec pari mutuel :
Agriculture ; Service haras, équitation (1976-1987) - Service haras, courses, équitation (1987-) (1805-1984)
Extraits des archives du ministère de l’agriculture, Références : Agriculture ; Service haras, équitation (1976-1987) - Service haras, courses, équitation (1987-) (1805-1984) (FranceArchives)
V. Les courses de lévriers
On a regroupé à la fin du présent versement les quelques dossiers versés par le service des haras relatifs à la tutelle qu'il exerce sur les courses de lévriers.
Les documents conservés permettent de constater que s'est affirmé dans les années 1920 un intérêt de plus en plus net pour les courses de lévriers, qui se traduit par la création de quelques sociétés (Lévrier-club de France en 1925, Société d'encouragement en 1928 par exemple) désirant bénéficier de la même organisation que les sociétés de courses de chevaux afin de pouvoir organiser le pari mutuel sur leur cynodrome.
C'est le projet de création d'une caisse de crédits aux collectivités locales qui vint en 1927 fournir l'occasion et le moyen d'entamer le monopole que la loi de 1891 avait réservé aux courses de chevaux.
La loi finalement votée le 28 décembre 1931 relative au perfectionnement de l'outillage national prévoyait par son article 9 que figurerait parmi les recettes de la nouvelle Caisse nationale de crédits aux départements et aux communes "les deux tiers du prélèvement sur les sommes engagées au pari mutuel lors des manifestations sportives autres que les courses de chevaux au cas où interviendra une réglementation relative à ces manifestations".
On pouvait se demander si le législateur avait explicitement souhaité l'organisation du pari mutuel sur les courses de lévriers au moyen de cette mesure financière toute prévisionnelle -et c'est ce que mit aussitôt en doute la Fédération nationale des sociétés de courses de chevaux, inquiète de cette concurrence -, mais le gouvernement mit en place en 1933 toute la réglementation nécessaire à l'organisation du pari mutuel sur les courses de lévriers. La tutelle des sociétés de courses de lévriers ressortit d'abord au ministère de l'intérieur, dont la compétence se fondait à la fois sur les attributions générales de la sûreté sur les jeux et sur l'objectif de trouver des sources de financement des collectivités locales, puis le décret du 7 mai 1938 fit passer les courses de lévriers dans les attributions du ministère de l'agriculture. Les deux décrets des 25 et 26 février 1933 fixaient les modalités de la tutelle du ministère sur les sociétés habilitées à organiser le pari mutuel et fixait le taux de prélèvement à 11%.
Une seule société fut par l'arrêté du 15 mars 1933, et pour 18 ans seulement, autorisée à organiser le pari mutuel sur le seul cynodrome à aménager de Courbevoie et fut agréée comme société "mère" des courses de lévriers : la société d'encouragement aux courses de lévriers en France et aux colonies.
La société d'encouragement était animée par M. de la Lombardière de Canson* et s'adjoignit des sociétés satellites, l'une le Stadium de Paris, chargée de l'aménagement et de la gestion du cynodrome de Courbevoie, l'autre l'Elevage du lévrier, chargée d'approvisionner les courses en lévriers.
Après des travaux importants, le cynodrome de Courbevoie ouvrit ses portes le 9 juillet 1936.
Après des débuts convenables, les interruptions dues à la guerre (septembre 1939-février 1940, puis mai-novembre 1940, puis septembre-octobre 1943 à cause du bombardement du cynodrome, puis août-novembre 1944, puis avril-août 1945 par suite de la réquisition du cynodrome pour l'installation d'un camp de transit) et des difficultés financières nombreuses vinrent obérer la gestion de la société d'encouragement, malgré l'augmentation progressive du prélèvement qui lui était consenti (3,66 % d'abord, puis 4 % en 1938, 5 % en 1939, 7 % en 1940, 6 % en 1944, 9 % en 1947).
Les dettes s'accumulèrent, tant à l'égard de la ville de Courbevoie, qu'à la Caisse nationale de crédit aux départements et aux communes (puis à la Caisse des dépôts et consignations) et à l'Etat : la part des prélèvements destinée au Trésor et à l'encouragement à l'élevage ne fut plus versé à partir de juillet 1948.
Après plusieurs tentatives de redressement financier, le ministère de l'agriculture dut se résoudre à révoquer l'arrêté du 15 mars 1933. La dernière course eut lieu à Courbevoie le 14 avril 1951.
Pendant que l'Agent judiciaire du Trésor était contraint de poursuivre les sociétaires eux-mêmes en remboursement des dettes de la société d'encouragement, plusieurs tentatives furent faites dans les années 1950 pour continuer à soutenir l'élevage des lévriers de courses et réutiliser le cynodrome de Courbevoie. Ces tentatives furent infructueuses.
Les derniers dossiers versés par le service des haras concernent les relations du service avec d'autres sociétés : en particulier avec le Lévrier-Club français qui tenta plusieurs fois d'obtenir l'autorisation d'organiser le pari mutuel sur des cynodromes qui devaient être installés au stade Buffalo a Montrouge, à Marseille, à Nice et en dernier lieu à Saint-Laurent-du-Var, puis avec les sociétés d'Alger et de Casablanca au moment de l'indépendance de l'Algérie et du Maroc.
* M. de la Lombardière de Canson est entré au comité de La Société Centrale Canine en 1932. Pour ma part je regrette que les courses de lévriers n’aient pas été gérées par la SCC qui a une structure bien formée et bien stable.
En résumé :
En 1933 un décret autorisa le fonctionnement du pari mutuel sur les courses de lévriers. Le cynodrome de Courbevoie fonctionnera de 1936 à 1951, date de sa fermeture.
Rapidement des propriétaires, avec leurs lévriers qui avaient couru à Courbevoie, ont recréé et organisé des courses sur des terrains occasionnels (type stade de football). Pendant 10 années le pari mutuel restait interdit et en 1961, à l'initiative de Jacques Verchere, il fut à nouveau autorisé. Ce n'est qu'au milieu des années 1970 que de nouveaux cynodrome se rouvrent : Mont de Marsan, Carnoux-en-Provence, etc.
Les sociétés de courses de lévriers sont gérées par une Fédération Française des Sociétés de Courses de Lévriers (FFSCL). Cette Fédération regroupe aujourd'hui 11 sociétés. En 1985, période récente la plus faste, la FFSCL avait 22 sociétés affiliées.
Un arrêté publié au journal officiel le 15 Septembre 2020 interdit la course de lévriers en France en 2020. Les courses amicales resteraient autorisées, mais pas le pari d'argent.

### Nouvelle-Zélande
En décembre 2024, un projet de loi vise l'arrêt des courses de lévriers pour l'horizon 2026, à la suite de nombreux accidents impliquant des lévriers.

### Courses de lévriers en 2007

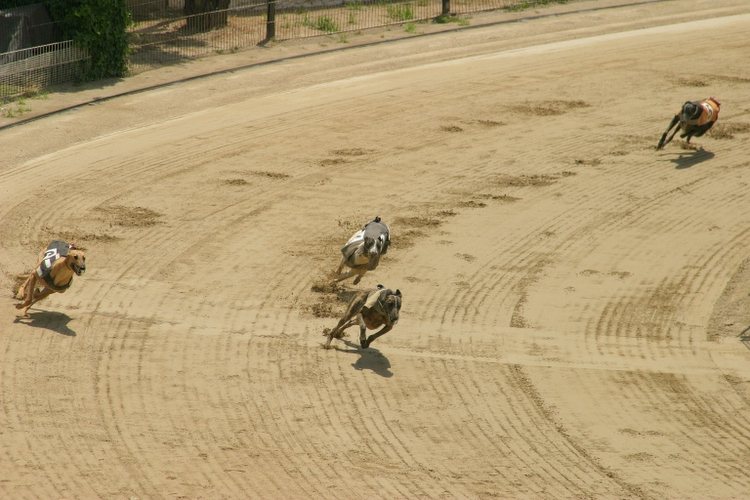
Lévriers faisant un tour de piste.

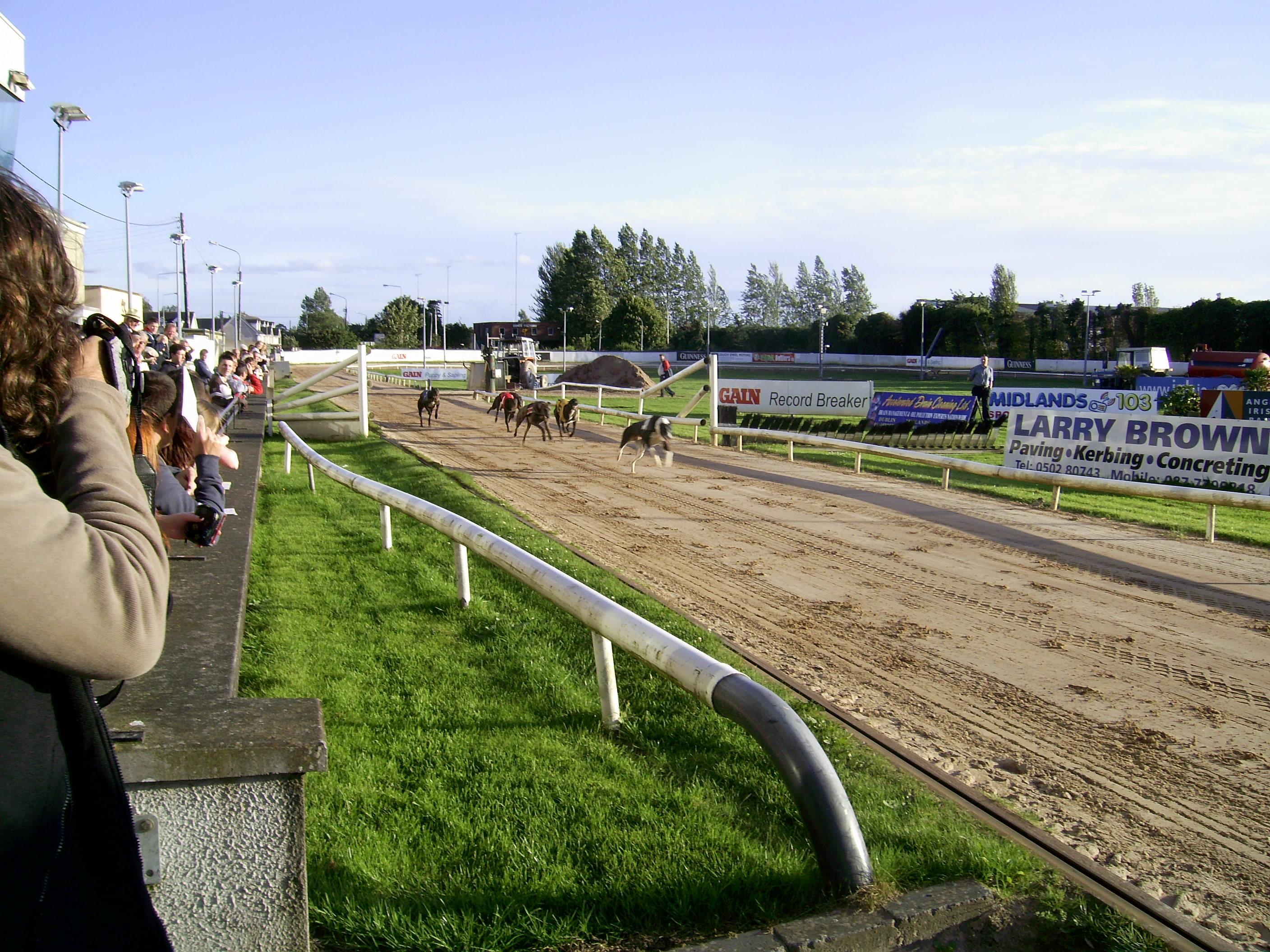
Course de lévriers, Mullingar (Irlande), juillet 2008.

En 2007, les courses de lévriers continuent dans beaucoup de pays du globe. Les principaux pays accueillant les courses de lévriers sont :
- Australie
- Irlande
- Royaume-Uni
- États-Unis. Aux États-Unis, il y a des circuits pour les courses de lévriers dans 13 États[5]:
  - Alabama
  - Arizona
  - Arkansas
  - Floride
  - Colorado
  - Iowa
  - Kansas
  - Massachusetts
  - New Hampshire
  - Rhode Island
  - Texas
  - Virginie-Occidentale
  - Wisconsin
- Nouvelle-Zélande

Des courses à plus petite échelle existent aussi :

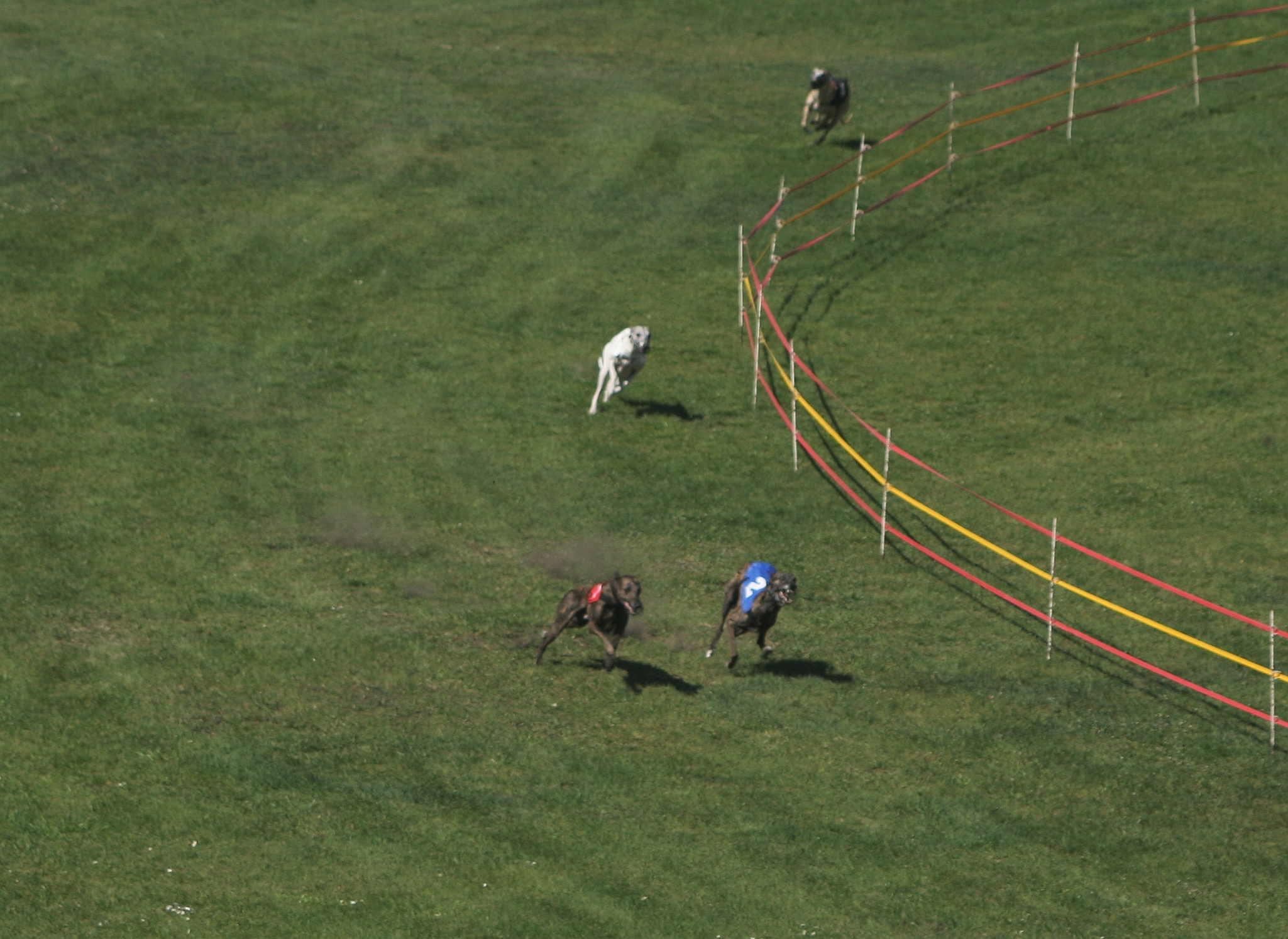
Racing en Pologne.

- Dans de nombreux pays européens
- Argentine

- Brésil
- Chine (seulement à Macao)
- Finlande
- Mexique
- Pakistan
- Pologne
- Portugal
- Afrique du Sud
- Suède
- Viêtnam

## Les soins des chiens de courses

### Les conditions de vie
En France, les courses de lévriers sont souvent pratiqués par des lévriers appartenant à des particuliers, dans un cadre officiel. Un décret datant du 20 octobre 1983 autorise des sociétés de courses de lévriers à organiser le pari mutuel dans leurs réunions de courses. Il peut y avoir des enjeux financiers mais il n'y a pas d'industrie des courses derrière ces rencontres. D'autre part la Société Centrale Canine organise par l'intermédiaire de clubs d'Utilisation des compétitions de lévriers avec un championnat de France annuel.
Dans les pays anglo-saxons, un bon lévrier de course peut atteindre 35 000 euros mais sa carrière n'excède pas 18 mois. Ils sont alors « réformés » et proposés à l'adoption par des associations.

## L'équipement pour la course
L'équipement du lévrier de course se compose de deux choses essentielles:
- Un dossard coloré numéroté de 1 à 6 : Ces numéros et ces couleurs sont reprises sur les boîtes de départ pour faciliter la reconnaissance du lévrier pendant la course.
- Une muselière (obligatoire) : la muselière n’est pas destinée à remédier à un tempérament agressif mais permet d'éviter tout incident à l'arrivée de la course où les concurrents se jettent sur le leurre (éjecté) et ont le réflexe de protéger leur proie.

### En Afrique du Sud
En Afrique du Sud, les chiens sont gardés par leurs propriétaires. En raison de l'état amateur de la course, les propriétaires sont généralement aussi entraîneurs et éleveurs de leurs chiens; il est très rare que le chien soit placé dans un chenil avec un entraîneur.